# Acacia chrysotricha
Acacia chrysotricha é uma espécie de leguminosa do gênero Acacia, pertencente à família Fabaceae.